# Aphanamixis sumatrana
Aphanamixis sumatrana là một loài thực vật có hoa trong họ Meliaceae. Loài này được (Miq.) Harms mô tả khoa học đầu tiên năm 1896.